# Андрей Смоленский
Андрей Смоленский (?—1390) — святой князь. Для умерщвления своей плоти он постоянно носил на себе тяжелые железные вериги, претерпевая в то же время всякое оскорбление и нужду.

## Жизнь среди княжеских стяжаний
Андрей Смоленский происходил от потомков князя Ростислава Мстиславича, а отечество и княжение своё имел во граде Смоленске: год его рождения и время его княжения неизвестны, но дату его смерти относят к 1390 году. Отцом его называют князя Феодора Слепого Фоминского, современника великому князю Симеону Гордому.
Смоленское княжество при умножении князей Смоленских (которых в одно время бывало до 17-ти) было раздроблено на мелкие части; поэтому при дележе достояний происходили ссоры между родичами. Прискорбно было князю Андрею быть предметом зависти своих братьев и видеть вражду их из-за земных стяжаний. Он восхотел сохранить мир души и покой непорочной совести своей, поэтому после смерти своих родителей добровольно отказался от княжества, раздал всё своё имение, совлачился светлых княжеских одежд, облачился в рубища нищих и в образе нищего тайно от родных и знакомых ушёл из Смоленска, оставил княжество и направил путь свой к северным странам.
Не было у него обдумано заранее места, где бы поселиться ему, чтобы в неизвестности совершать подвиги благочестия, но совершенно предался водительству Божию, творя в пути молитву: «Призри на мя, Господи, и помилуй мя: стопы моя направи по словеси Твоему и да необладает мною всякое беззаконие: избави мя от клеветы человеческия и сохраню заповеди Твоя». И так шествуя по многим градам и странам, остановился наконец в Переславле-Залесском — и нашёл здесь удобное для своих подвигов место, близ городских ворот, именуемых Никольскими, при церкви Святителя и Чудотворца Николая.

## Непрестанные труды и подвиги
Чтобы иметь возможность всегда видеть красоту церковную и поучаться в ней заповедям и оправданиям Господним, блаженный князь принял на себя пономарское служение в этом храме: строго хранил чистоту в церкви и со всякою благопокорностию служил священнику, служащему в ней. По окончании же служб церковных пребывал в непрестанных трудах и подвигах благочестия: днем он занимался ручными работами, а ночи проводил в молитве и коленопреклонениях. Во все время своего служения при церкви он соблюдал строгое молчание, безропотно перенося и голод, и жажду, и наготу, лишая себя даже необходимого в жизни. Для умерщвления своей плоти он постоянно носил на себе тяжелые железные вериги, претерпевая в то же время всякое оскорбление и нужду. И пребыл блаженный в таких строгих подвигах самоотвержения, со времени прихода его из Смоленска, 30 лет, будучи никому неизвестен, кто он такой и откуда пришёл.
Уготовав таким образом праведную душу свою, блаженный преставился ко Господу для вселения в небесные обители. Когда сделалось известным о его кончине, то священник с несколькими гражданами пришёл к нему, чтобы предать тело его, яко единого от убогих, обычному погребению. Тогда увидели в правой руке его хартию, в которой было написано: Аз есмь Андрей, един от Смоленских князей: зависти же ради и крамолы от братий моих, оставих княжение мое и дом мой и прочее все. В то же время сняли с святого тела его княжескую цепь и гривну, золотой перстень и железные вериги. Потом воспевши над ним надгробные песни, погребли его у той же церкви святителя Николая, при которой он с таким усердием и тщанием проходил своё служение.

## Обретение благоуханных мощей
В 1540 году в царствование Ивана Грозного был в Москве преподобный старец Даниил, устроитель Данилова монастыря в Переславле на месте скудельничем. Объясняя царю и преосвященному митрополиту о ветхостях Переславских храмов святого Предтечи Иоанна и святого Николая, преподобный Даниил известил их, что у ветхого храма святого Николая лежат в земле мощи святого князя Андрея Смоленского, которому в прежнее время, как он это верно знает, была служба со стихирами и каноном и образ его писан был на иконах; но почему ныне не отправляется памяти ему, не известно.
Преподобный Даниил просил дозволить ему с местным духовенством осмотреть гроб святого князя Андрея. Царь и первосвятитель дозволили ему это сделать. Преподобный Даниил немедленно возвратился в Переславль и возвестил местному духовенству царское повеление и святительское благословение на взыскание мощей святого князя Андрея: все обрадовались вести Даниила и хотели учинить звон, чтобы собрать народ. Тогда один из священников заметил: Если угодно будет Богу явить мощи раба своего, то без звону совершим молебное пение и изыдем на дело: тогда ясно уразумеем, будет ли оно угодно Богу и угоднику Его. Этот благоразумный совет был принят всеми. После молебна разобрали надгробный памятник и начали копать могилу. Народ собрался во множестве, и иные из духовных лиц пришли со свечами; все молили Господа об откровении благой воли Его.
Наконец обрели и святые мощи целыми и нетленными, положенные не в гробу, но обвитые берестовыми скалами и издававшие благоухание: волосы на главе его были длинные и русые, яко цвет цветяхуся; одежда его с медными пуговицами скутана была на одну сторону и оказалась целою с головы до ног. Крупицы бересты, осыпавшиеся при отгребании земли, многие недужные брали с верою и исцелялись.
Преподобный Даниил немедленно послал священника Константина известить об обретении мощей митрополита и великого князя.
Из Москвы присланы были Чудовский архимандрит Иона, впоследствии Суздальский епископ, и Успенского собора протоиерей Гурий для поверки донесения и перенесения мощей в храм. Так же, как и в первый раз священнослужители прежде всего отпели молебен в соборной Преображенской церкви, и потом с церковным ходом при стечении множества народа пошли к церкви святителя Николая. И свидетельствовали мощи святого благоверного князя и пели над ними панихиду.
Вероятно, в это время принадлежавшие святому князю Андрею златая цепь, гривна и перстень взяты были к царю Иоанну Васильевичу Грозному на благословение царского дома. А царем Иоанном повелено за это выдать Никольской церкви жалованье.

## Чудеса святого преподобного князя Андрея
После панихиды архимандрит Иона, в церкви же, начал спрашивать преподобного Даниила: по какой причине и с чьего дозволения и благословения он стал отыскивать мощи? — Преподобный старец отвечал ему: Я, святый отче, предварительно извещал о том благочестивейшего Государя и преосвященнейшего митрополита, и с их дозволения открыл мощи святого князя. Ныне же благоволил Бог и вашему священству видеть мощи сего святого князя нетленными: вот и образ его на иконе написан, вот и служба ему, стихиры и канон в прежнее время написаны. Не мною это написано, добавил преподобный, — книга, как видите, старая. Спросите и народ, как недужные молитвами преподобного сего получали исцеления: от него вы узнаете всю правду и истину.
По требованию архимандрита Ионы и протоиерея Гурия призваны были исцелившиеся, которые вслух всех поведали о себе и о бывших над ними исцелениях так:
Приставник над царскими селами Иван Окляча объявил, что он много лет страдал головною болью, столь сильною, что не мог кланяться; но как только прикоснулся к святым мощам, тотчас же перестала боль, и теперь он совершенно здоров.
Женщина из Переславля сказала о себе: Три года болело у меня горло так, что не могла говорить и ждала постоянно смерти себе. Когда же обретены были сии святые мощи, я пришла поклониться им, и нашедши несколько крупиц от бересты, которою обернуты были святые мощи, потерла ими своё больное горло, и внезапно перестала боль, и я стала говорить: это могут засвидетельствовать мой муж и соседи мои. И они свидетельствовали, что все то правда.
Другая женщина объявила: Много лет была я слепая и не могла видеть. На обретение сих святых мощей привели меня мои родственники и дали мне несколько крупиц от святых мощей. Ими я потерла свои глаза и лицо — и стала видеть.
После сих неопровержимых свидетельств о нетлении и чудотворении мощей благоверного князя, святые мощи его положили в новый гроб, обвили их плащаницею и совершили службу. Храм святителя Николая с того времени стали называть ещё храмом святого князя Андрея Переславского чудотворца. Это было в 1540 году, в год кончины преподобного Даниила.
Спустя много лет после открытия святых мощей благоверного князя Андрея был в г. Переславле пожар, от которого загорелась и деревянная церковь святителя и чудотворца Николая. В то время, когда церковь объята была пламенем, вокруг гроба святого князя был такой сильный вихрь, что всех привел в ужас и удивление. По окончании пожара, когда церковь сгорела до основания, оказалось, что гроб святого князя Андрея и стоявший на гробе образ его, пелена, покрывавшая гроб, и находившийся также на гробе образ Пресвятой Богородицы — Одигитрии остались целыми и неповрежденными. Все граждане тут бывшие и видевшие это чудо прославили Бога и Его Пречистую Матерь-Богородицу и угодника Божия, благоверного князя Андрея.

## Церковное почитание преподобного князя
Память князя Андрея церковью совершается 27 октября. Указом Святейшего Синода в 1749 году было установлено на всех богослужениях в Переславле поминать преподобных отец — Даниила Игумена, Никиту Столпника и Благоверного князя Андрея, Переславских чудотворцев. В 1825 годы была издана служба святому благоверному князю Андрею. В ней напечатаны два тропаря.